# Julian Wadham
Julian Neil Rohan Wadham, né le 7 août 1958 est un acteur anglais de théâtre, de cinéma et de télévision. Il a fait ses études au Ampleforth College et à la Central School of Speech and Drama. Il est le troisième fils de Rohan Nicholas Wadham DFC et Juliana Wadham, née Macdonald Walker .

## Formation
Wadham a fréquenté l'Ampleforth College et la Central School of Speech and Drama 

## Carrière
Sa carrière théâtrale comprend Barclay, peu de temps après avoir quitté la Central School, dans la production originale de West End de Julian Mitchell 's Another Country au Queens Theatre avec Rupert Everett et Kenneth Branagh. En 2014, il a joué Vaughan Cunningham, un visiteur de l'école, dans la reprise de la pièce par Trafalgar Studio. 
Pour l'English Stage Company à la Royal Court, il a été dirigé par Max Stafford-Clark dans Falkland Sound / Voces de Malvinas, en tant que lieutenant David Tinker RN (avec Paul Jesson, Lesley Manville et Marion Bailey), en tant que Captain Plume dans Le Recrutement de George Farquhar dans The Recruiting. Officier, en tant que lieutenant Ralph Clark dans Timberlake Wertenbaker's Our Country's Good et Jake dans Caryl Churchill's Serious Money (avec Linda Bassett, Lesley Manville, Alfred Molina, Gary Oldman et Meera Syal ). 
Pour le réalisateur Jeremy Herrin, il est apparu avec Lindsay Duncan, Matt Smith et Felicity Jones dans le rôle de Hugh dans Polly Stenham's That Face, à la fois à la Royal Court et au Duke of York's Theatre. Herrin l'a également mis en scène dans la production du Théâtre national de This House de James Graham, en tant que Humphrey Atkins, dans les théâtres Cottesloe et Olivier, et dans la reprise du West End d'un autre pays, dans laquelle il a joué Vaughan Cunningham. 
Ses rôles à la télévision incluent The Casual Vacancy, Silk, Midsomer Murders, Lewis, Middlemarch, The Trial of Lord Lucan (as Lord Lucan ), Rosemary and Thyme and Dalziel and Pascoe. 
En décembre 2014, il a terminé le tournage de Miramax The 9th Life of Louis Drax scénarisé par Max Minghella, avec Aaron Paul, Jamie Dornan, Sarah Gadon, Oliver Platt, Molly Parker et Barbara Hershey. 
En décembre 2015, il continue de réincarner le rôle de John Steed dans la série audio Big Avengers The Avengers - The Lost Episodes . 